# 乳突管巢蛛
乳突管巢蛛（学名：Clubiona papillata）为管巢蛛科管巢蛛属的动物。在中国大陆，分布于甘肃等地。该物种的模式产地在甘肃。